# Odalrico
Odalrico fue conde de Barcelona (852 - 857), Gerona, Rosellón, Ampurias y Narbona, marqués de Gotia, sucediendo a Alerán e Isembard. 
Generalmente se le considera un noble franco. Se sabe que era hijo de Hunfrido, conde de Argengau y Linzgau del 807 al 816, pero tenía vínculos con la Marca Hispánica por parte de madre, y quizá el rey quiso poner un jefe leal vinculado con el país. En 846 aparece como conde de Recia.
Su madre, Engeltruda , al parecer era hija del conde Begón de Tolosa que participó en la conquista de Barcelona en 801 (ver Bera). Begón recibió el condado de Tolosa en 806 tras la muerte de Guillermo I de Tolosa (el Santo) y murió el 816 dejando una hija, Engeltruda, y dos hijos: Evrad, conde de Reims (816) y Leutard, conde de Fesenzac. Leutard fue el padre del senescal Alard y Gerardo de Rosellón. Engeltruda se casó dos veces. La primera con Odalrico de Argengau y Linzgau, del que nació Odalrico; la segunda con Hunroc de Ternois con el que tuvo a Berenguer de Tolosa (marqués y conde de Tolosa del 819 al 835, y marqués y conde de Barcelona del 832 al 835), Everardo de Friuli, Alard, abad de San Bertín (844-859), y quizá Hunifredo, conde y marqués de Barcelona en 857 (aunque esto no se sabe con certeza).
Odalrico aparece, por primera vez, en un documento (el acta judicial en Narbona), el 10 de septiembre de 852, con el título de conde. Hasta entonces el condado de Narbona y Barcelona iban ligados. El primer acta en el que se presenta como marqués es del 7 de julio de 854. En esta acta se conceden unas tierras a Sumnolf y Riculf que el historiador geronés Ponsih averiguó que eran hijos de Alfonso, vizconde de Rosellón en 847, y que estaban emparentados con la descendencia de Bera.
Tras el intento de Luis el Germánico de hacerse con el poder en Aquitania a finales del 853, principios del 854, por medio de su hijo Luis el Joven, unas complejas negociaciones diplomáticas se llevaron a cabo a fin de detener la guerra, pero no tuvieron éxito. En agosto de 854 Carlos el Calvo, decidió intervenir por la fuerza y pidió ayuda a Odalrico, y ambos entraron en Aquitania. Al mismo tiempo, el depuesto rey Pipino II de Aquitania huyó del monasterio de San Medardo, en el que estaba recluido, presentándose en su país; los nobles abandonaron entonces a Luis el Joven poniéndose al lado del príncipe rebelde. Luis tuvo que huir a Germania, mientras Pipino se hacía con el poder en Aquitania, pero no estuvo a la altura de las expectativas esperadas y los nobles le abandonaron rápidamente ofreciendo la sumisión a Carlos el Calvo, con la condición de que Aquitania fuera reconocida como reino designando, como rey, a un hijo de éste. Carlos el Calvo aceptó las condiciones y en octubre de 855 coronó, en Limoges, a su hijo Carlos el Niño. Posiblemente Odalrico interviniera en las negociaciones que se realizaron para llegar a este punto.
En 856 el nuevo emir de Córdoba Muḥammad I, que se había reconciliado con Musā ibn Musā de los Banu Qasi, le encomienda organizar una expedición contra Barcelona. Musa cumplió la orden destruyendo unos cuantos castillos de Barcelona y saqueando el territorio. Un castillo, quizá el de Tarrasa (Ibn Idhari dice que fue Tárrega, pero otros historiadores musulmanes sostienen que fue Tarrasa) fue conquistado. La incompetencia de Odalrico en este episodio pudo influir en su destitución.
En Aquitania en 856 Pipino II volvía a ser reconocido por los nobles y Luis el Germánico volvía a conspirar, una gran parte de la nobleza del reino de Francia le indujo a invadir el país y derrocar a Carlos el Calvo. Pero como quiera que Luis no acababa de decidirse, la habilidad negociadora de Carlos se puso de manifiesto y solucionó el problema aquitanio consiguiendo, otra vez, el reconocimiento de su hijo Carlos el Niño. No obstante, en el 857 la nobleza otorgaba de nuevo su favor a Pipino II el cual buscó la alianza con los normandos. Poco después éste sería reconocido por el influyente conde Bernardo de Auvernia y el abad Alard de San Bertín, otros nobles se unieron a este reconocimiento. Los grandes de Neustria: Hervé, Rorgon, Gosfrid y Roberto el Fuerte, conde de Anjou, se rebelaron aliándose con los aquitanos y los bretones. No es seguro que Odalrico se uniera a los rebeldes, pero el hecho de que su hermano fuera uno de los impulsores, así lo hace creer, por lo que, a finales del 857 o principios del 858 tuvo que ser destituido. El 21 de marzo del 858, compareció ante Carlos el Calvo para jurarle fidelidad, pero en 859 aparece de nuevo en el bando de Luis el Germánico que le concedió los condados de Argengau y Linzgau. El nombramiento de Hunifredo como sucesor resulta extraño si se tiene en cuenta que era hermanastro.
| Predecesor: Isembard | Conde de Barcelona 852 - 857 | Sucesor: Hunifredo |

- Datos: Q586059